# Bathyclupea gracilis
Bathyclupea gracilis är en fiskart som beskrevs av Fowler, 1938. Bathyclupea gracilis ingår i släktet Bathyclupea och familjen Bathyclupeidae. Inga underarter finns listade.